# Emmit King
Pour les articles homonymes, voir King.
Emmit King (né le 24 mars 1959 à Bessemer et mort dans la même ville lors d'une fusillade le 28 novembre 2021) est un athlète américain, spécialiste des épreuves de sprint. Il remporte la médaille de bronze du 100 mètres et la médaille d'or du relais 4 × 100 mètres, en battant le record du monde, lors des Championnats du monde de 1983.

## Carrière sportive
Étudiant à l'université d'Alabama, Emmit King décroche son premier titre majeur en  remportant la finale du 100 mètres des Championnats universitaires américains 1983 (NCAA), avec le temps de 10 s 15. Cette même année, il s'adjuge sur cette distance la médaille de bronze des premiers Championnats du monde disputés à Helsinki. Avec le temps de 10 s 24, il est devancé par ses compatriotes Carl Lewis et Calvin Smith. Quelques jours plus tard, King obtient le titre mondial du relais 4 × 100 mètres, associé à Willie Gault, Carl Lewis et Calvin Smith.
Son record personnel sur 100 m est établi le 17 juin 1988, au meeting de Tampa (Floride), en 10 s 04.

## Palmarès

### Championnats du monde
- Championnats du monde d'athlétisme 1983 à Helsinki : 
  -  Médaille d'or du relais 4 × 100 mètres.
  -  Médaille de bronze du 100 mètres.